# Anchoa choerostoma
Anchoa choerostoma is een  straalvinnige vissensoort uit de familie van ansjovissen (Engraulidae). De wetenschappelijke naam van de soort is voor het eerst geldig gepubliceerd in 1874 door Goode.
De soort staat op de Rode Lijst van de IUCN als bedreigd, beoordelingsjaar 2015.